# Новий Дунінув (гміна)
Гміна Новий Дунінув (пол. Gmina Nowy Duninów) — сільська гміна у центральній Польщі. Належить до Плоцького повіту Мазовецького воєводства.
Станом на 31 грудня 2011 у гміні проживало 3986 осіб.

## Площа
Згідно з даними за 2007 рік площа гміни становила 144.79 км², у тому числі:
- орні землі: 22.00%
- ліси: 66.00%

Таким чином, площа гміни становить 8.05% площі повіту.

## Населення
Станом на 31 грудня 2011:
| Опис     | Загалом | Загалом | Чоловіки | Чоловіки | Жінки | Жінки |
| -------- | ------- | ------- | -------- | -------- | ----- | ----- |
| одиниця  | осіб    | %       | осіб     | %        | осіб  | %     |
| все      | 3986    | 100     | 1949     | 48.90    | 2037  | 51.10 |
| міське   | 0       | 100     | 0        |          | 0     |       |
| сільське | 3986    | 100     | 1949     | 48.90    | 2037  | 51.10 |

## Сусідні гміни
Гміна Новий Дунінув межує з такими гмінами: Барухово, Брудзень-Дужи, Влоцлавек, Ґостинін, Лонцьк, Стара Біла.